# Ken'ichi Suzumura
Ken'ichi Suzumura (鈴村 健一 Suzumura Ken'ichi?,  Prefectura de Niigata, Japón, 12 de septiembre de 1974) es un actor de voz y cantante japonés, así como también el fundador y representante de Intention, una compañía de actuación de voz que fundó en marzo de 2012. Algunos de sus roles más destacados incluyen el de Hikaru Hitachiin en Ouran High School Host Club, Lavi en D.Gray-man, Obanai Iguro en Kimetsu no Yaiba, Momotarō Mikoshiba en Free!, Masato Hijirikawa en Uta no Prince-sama, Sōgo Okita en Gintama y Atsushi Murasakibara en Kuroko no Basket. Está casado con la también actriz de voz y cantante Maaya Sakamoto, con quien contrajo matrimonio el 8 de agosto de 2011. 
Ha sido condecorado, junto con su colega Yoshimasa Hosoya, con el premio al "Mejor actor de reparto" en la 10° ceremonia de los Seiyū Awards. En la misma ceremonia también fue distinguido como "Mejor Personalidad de Radio".

## Filmografía
- Ajin (Sokabe)
- Alice Academy (Reo Mōri)
- Amatsuki (Ginshu)
- Android Kikaider (Musician)
- Aquarion Evol (Cayenne Suzushiro)
- Ashita no Nadja (Leonardo Cardinale)
- Astro Boy (Yukio Nishino)
- Atashin'chi (Mizushima)
- Avenger (Teo)
- Babel II (Kōichi Kamiya)
- Bakusou Kyoudai Let's & Go!! MAX (Sakyō Majima)
- Beyblade (Fuji, Steve, Bartholomew)
- Blue Lock (Ryōsuke Kira)
- Bokurano (Kai Hata)
- Boys Be... (Kyōichi Kanzaki)
- Brothers Conflict (Tsubaki Asahina)
- Bucky - The Incredible Kid (Might, Ranmaru)
- Bungō Stray Dogs (Katai Tayama)
- Bus Gamer (Toki Mishiba)
- Captain Tsubasa (Road to 2002) (Genzō Wakabayashi)
- Captain Tsubasa 2018 (Genzō Wakabayashi)
- Carried by the Wind: Tsukikage Ran (Chief brewer)
- Chibi Maruko-chan (Yamaguchi)
- Code:Breaker (Toki Fujiwara)
- Coppelion (Haruto Kurosawa)
- Crayon Shin-chan (Naoki)
- Cromartie High School (Makio Tanaka)
- D.Gray-man (Lavi)
- Danna ga Nani o Iterru ka Wakaranai Ken (Hajime Tsunashi)
- Danshi Koukousei no Nichijou (Yoshitake Tanaka)
- Descendants of Darkness (Yamashita)
- Detective School Q (Kamiuchi)
- Digimon Frontier (Koichi Kimura, Duskmon, JagerLoewemon, Velgemon)
- Divergence Eve (Nodera, Lieutenant Azevedo, Operator)
- Dragon Drive (Hikaru)
- Fire Force (Takehisa Hinawa)
- Fresh Pretty Cure (Soular/Shun Minami)
- Elsword JAPAN (Elsword)
- Final Fantasy VII: Last Order (OVA) (Zack Fair)
- Fairy Tail (Rogue Cheney)
- Free! (Momotarou Mikoshiba)
- Gad Guard (Hajiki Sanada)
- Gakuen Heaven (Taki Shunsuke)
- Galaxy Angel (Minister's secretary Katō)
- Gals! (Yūya Asō)
- Gear Fighter Dendoh (Subaru)
- Gintama (Sōgo Okita)
- Gokusen (Shin Sawada)
- Gravion Zwei (Eiji Shigure)
- Gravion (Eiji Shigure)
- Gundam Seed Destiny (Shinn Asuka)
- Hanbun no Tsuki ga Noboru Sora (Yūichi Ezaki)
- Handa-kun (Asahi Ichimiya)[4]
- Hikaru no Go (Shin'ichirō Isumi)
- Hungry Heart: Wild Striker (Yūki Kagami, Yūya Kiba)
- Ichigo 100% (Junpei Manaka)
- Itsudatte Bokura no Koi wa 10 cm Datta. (Haruki Serizawa)
- Ixion Saga DT (Gustave Gustaf)
- Jikū Tenshō Nazca (Kyoji Miura/Bilka)
- Jyūshin Enbu - Hero Tales (Taitō)
- Kaikan Phrase (Atsuro Kiryuu)
- Kaichō wa Maid-sama! (Igarashi Tora)
- Kaleido Star (Dio)
- Kamen Rider Den-O (Ryutaros)
- Kara no Kyoukai (Mikiya Kokutō)
- Kare Kano (Cousin B)
- Kokoro Library (Aigame)
- Konbini Kareshi (Towa Honda)[5]
- Kujibiki Unbalance (Mugio Rokuhara)
- Kuroko no Basket (Atsushi Murasakibara)
- Kuroshitsuji (Canterbury, Thompson y Timber)
- Locke the Superman in the "Mirror Ring" OVA
- Macross 7 (Morley) (debut)
- Macross Zero (Shin Kudo)
- Magical☆Shopping Arcade Abenobashi (Banker B)

- Magi: The Labyrinth of Magic! (Ka Kōbun)

- Mashin Sentai Kiramager (Mashin Fire)

- Mizuiro Jidai (Haruhiko Shibasaki)
- Myself; Yourself (Youta (Episode 13))
- Nanaka 6/17 (Nenji Nagihara)
- Naruto Shippuden (Utakata)
- Nintama Rantarou (Seihachi)
- Noein (Atori)
- Oda Cinnamon Nobunaga (Sanada "Marutarō" Yukimura)
- Onegai Twins (Kōsei Shimazaki)
- Ouran High School Host Club (Hikaru Hitachiin)
- Osomatsu-San (Iyami)
- Owari no Seraph (Crowley Eusford)
- PaRappa Rappa (Matt)
- Peach Girl (Kairi Okayasu)
- Pokémon Advanced Generation (Kachinuki Ryūhei)
- Pokémon (Hisashi, Saiga, Chīko)
- Pokémon Mega Evolution Special (Steven Stone)
- Prison School (Shingo)
- Re:CREATORS (Mirokuji Yūya)
- Revolutionary Girl Utena (Young pupil)
- Rokka no Yūsha (Hans Humpty)
- Saint Beast (Fuge no Maya)
- Senyu (Foy Foy)
- Sensitive Pornograph (Seiji Yamada)
- Shounen Onmyouji (Suzaku)
- Sorcerous Stabber Orphen (Pupil)
- Soul Eater (Kilik Lunge)
- Soul Eater Not! (Kilik Lunge)
- Spiral: Suiri no Kizuna (Ayumu Narumi)
- Starry Sky (Tsubasa Amaha)
- Steam Detectives (Laborer, Narutaki)
- The Twelve Kingdoms (Rakushun)
- Tokko (Ranmaru Shindo)
- Tokimeki Memorial Girls 2nd Season (Hariya Kounoshin)
- Trinity Blood (Dietrich von Lohengrin)
- Tsukihime (Shiki Tohno)
- UFO Ultramaiden Valkyrie (Kazuto Tokino)
- Umineko no naku koro ni (Ushiromiya George)
- Uta no Prince Sama: Maji love 1000% (Hijirikawa Masato)
- Wand Of Fortune (Alvaro Garay)
- Witchblade (Hiroki Segawa)
- X (Kamui Shirō)
- Yumekui Merry (Ryouta Iijima)
- Zombie-Loan (Chika Akatsuki)
- Kimetsu no Yaiba (Obanai Iguro)

## Videojuegos
- Captain Tsubasa: Dream Team (Salinas)
- Danganronpa V3: Killing Harmony (Korekiyo Shinguji)
- Granblue Fantasy (Sandalphon)
- Saint Seiya Awakening (Aioria)
- Balan wonderworld (Balan)

## Música
- Interpretó el segundo ending Clear Blue Departure de Free! - Eternal Summer junto con Nobunaga Shimazaki, Tatsuhisa Suzuki, Tsubasa Yonaga, Daisuke Hirakawa, Mamoru Miyano, Kouki Miyata y Yoshimasa Hosoya.[6]
- El tema "Oreta tsubasa de" (With broken wings, en inglés), además de "Blader" (Duskmon theme), en Digimon Frontier.
- Como parte del grupo "Kangoku Danshi (監獄男子)", participó del opening Ai no Prison (愛のプリズン) y del ending Tsumibukaki Oretachi no Sanka (罪深き 俺たちの賛歌) de Prison School.[7][8]
- Interpretó el tema HIDE-AND-SEEK, ending de la serie Handa-kun.[9][10]
- Interpretó el segundo ending Asunaro de Kami-sama no Memo-chō.
- Junto con sus compañeros de elenco, participó del ending Tokyo Winter Session de la serie Itsudatte Bokura no Koi wa 10 cm Datta.[11]
- Interpretó el ending Moete Hero de  Captain Tsubasa (2018) en los capítulos 8 y 12.